# Романович-Ткаченко Наталя Данилівна
Наталя Данилівна Романович-Ткаченко (26 червня 1884, Сквира, Київщина — 1933, Київ) — українська письменниця, перекладачка, громадська діячка.

## Життєпис
Народилась 26 червня 1884 року в місті Сквирі на Київщині. Дитинство провела на Чигиринщині. Батько, Данило Краєвський, походив зі збіднілої шляхти і працював вчителем географії та історії в сільських школах. Матір Софія (до шлюбу Андреєва). Навчання розпочала в Златопільській гімназії. Потім її віддали до жіночої міністерської гімназії на Прорізній у Києві, але там вона не провчилась і року.
Живучи в Чигирині, брала участь у діяльності українських революційних гуртків.
У 1903 — 1906 роках разом з чоловіком Михайлом Ткаченком жила у Львові, де познайомилася з Іваном Франком, там почала (1905) друкувати оповідання в «ЛНВ», у якому були друковані й дальші її твори, зокрема трилогія «Мандрівниця» і подорожні записки з Галичини (1917—1918). У Львові народила двох дітей, дочку Наталю та сина Лева.
1906 року подружжя повернулося до Києва.
Під час Першої світової війни Наталя Романович-Ткаченко розбудовувала на всій території України мережу притулків для сиріт та загублених дітей і разом з іншими жінками намагалася з'єднати роз'єднані родини.
З 1923 року Романович-Ткаченко друкувала свої твори в журналі «Червоний Шлях». Збірка оповідань «Життя людське» (1918), «Несподіваний землетрус» (1928), «Чебрець-зілля» (1928). «Зінькова Зірка» (1929) і кн. «Нас кличуть гудки. Записки революціонерки 900-их pp.» (1931).
Членкиня літературної організації «Плуг».
Її твори критикували за «висунення односторонньо ідеалізованих фігур народницьких інтелігентів-культуртрегерів замість показу справжніх, реальних комуністів».
Перекладала з французької (Еміль Золя «Лурд» (1930), Октав Мірбо «Щоденник Покоївки» (1928), Жуль Верн «Діти капітана Гранта») та англійської (твори Томаса Майна Ріда).
У Києві мешкала на вулиці Ярославів Вал (у 1923—1928 — вулиця Раковського, у 1928—1941 — вулиця Ворошилова, з 1976 р. — Ярославів Вал) у будинку № 36. 
Померла восени 1933 року, здогадно, з голоду (за іншою версією, заразившись тифом від своєї маленької онуки Інни, яку доглядала). Похована на Байковому кладовищі.